# 耶律元佐 (漆水郡侯)
耶律元佐，辽朝官员。
出自玉田韩氏，被赐姓耶律。高祖父韩知古、曾祖父韩匡嗣、祖父韩德昌、父亲耶律遂忠。耶律元佐在重熙六年（1037年）时官至河西军节度管内观察处置等使、上将军、金紫崇禄大夫、检校太师、凉州刺史、上柱国、漆水郡开国侯、食邑一千五百户、食实封四百户。其子耶律寿余，官至衙内都指挥使；耶律□信，官至山河指挥使；耶律王六；耶律刘十。